# Zala Meršnik
Zala Meršnik (* 7. Juni 2001 in Maribor) ist eine slowenische Fußballspielerin. Sie gehört mit einem Alter von 16 Jahren zu den jüngsten Debütantinnen der slowenischen Nationalmannschaft.

## Karriere

### Vereine
Meršnik begann ihre Karriere 2008 bei ŽNK Maribor; im Sommer 2014 wechselte sie in die U15-Nachwuchsmannschaft des NK Pobrežje Maribor. Nach einem halben Jahr verließ sie Pobrežje, begab sich in die U15-Mannschaft des ŽNK Rudar Škale und im Sommer 2015 zu ŽNK Teleing Pomorje Beltinci. Dort debütierte sie am 16. August 2017 im Alter von 16 Jahren bei einem 12:0-Sieg ihres Vereines ŽNK Teleing GMT Beltinci über ŽNK Ajdovščina Primorje. Am 17. Juni 2019 wechselte Meršnik zum Bundesligisten 1. FFC Turbine Potsdam. Dort stand sie unter Trainer Matthias Rudolph aber im Schatten von Vanessa Fischer, die sie nur zeitweise während verletzungsbedingter Pausen ersetzte. Nach einer erneuten Verletzung der Konkurrentin im Herbst 2020 verpflichtete der mittlerweile von Sofian Chahed trainierte Klub im Januar 2021 mit der Schwedin Emma Lind eine weitere Torhüterin, mit der sie sich in der Folge während der Rückrunde der Spielzeit 2020/21 einen Zweikampf lieferte, ehe Fischer gegen Saisonende ihren Stammplatz wieder übernahm. Nach der Verpflichtung von Anna Wellmann vom Ligakonkurrenten Bayer 04 Leverkusen rückte Meršnik endgültig an die dritte Stelle in der Potsdamer Torwarthierarchie und blieb in der Saison 2021/22 ohne Einsatz in der Bundesliga.
Im Sommer 2022 wechselte Meršnik nach Spanien zu Sporting Huelva. In der Primera División spielte sie mit dem Klub gegen den Abstieg und duellierte sich dabei mit der Engländerin Chelsea Ashurst um den Platz zwischen den Pfosten.

### Nationalmannschaft
Im Oktober 2016 wurde sie in die U17 Sloweniens berufen und gab am 20. Oktober 2016 gegen England ihr Debüt für die U-17 Sloweniens. Sie lief bis zum Oktober 2017 in acht U-17-Länderspielen für Slowenien auf. Rund ein Jahr später, im Oktober 2017, wurde sie erstmals in die slowenische A-Nationalmannschaft berufen. Sie gab am 20. Oktober 2017 bei der 0:4-Heimniederlage im WM-Qualifikationsspiel gegen Tschechien im Alter von 16 Jahren ihr Debüt in der A-Nationalmannschaft.

## Erfolge
- Istrien-Cup-Sieger 2019

## Sonstiges
Seit 2017 ist sie Teil der Gazprom-Kampagne Football for Friendship.